# Gillian Cowley
Gillian Margaret „Gill” Cowley (ur. 8 lipca 1955 w Kitwe (Zambia)) – zimbabwejska hokeistka na trawie, złota medalistka olimpijska.
Wraz z drużyną reprezentowała swój kraj na igrzyskach w Moskwie – w turnieju kobiet wywalczyły pierwsze miejsce, zdobywając jednocześnie pierwszy medal olimpijski w historii występów Zimbabwe na igrzyskach olimpijskich. Zawodniczka klubu Salisbury Sports z Harare.